# سي فود
سي فود ( Seefood المعروف أيضًا باسم Sea Level في الولايات المتحدة ) هو فيلم مغامرات رسوم متحركة ماليزي تم عرضه في 8 مارس 2012 في ماليزيا. الفيلم من إنتاج شركة سيلفر آنت .

## القصة
جوليوس سمكة قرش شرسة ولكنها في الواقع مبهجة للغاية تلعب مع قرش الخيزران صغير على الشعاب المرجانية. فجأة صادفوا اثنين من الغواصين كانا يأخذان بيض السمك. فشل القرش الصغير في منعهم. حاول جوليوس إسعاد القرش الصغير الذي كان حزين مما حدث بسلوك مضحك لكنه فشل لذلك أخذ جوليوس الصغير إلى منزله، عبارة عن حطام سفينة مليئة بالعملات الذهبية.
وفي الوقت نفسه، ألقى مصنع بالقرب من الساحل نفايات صناعية في البحر بالقرب من المكان الذي يعيشون فيه، مما تسبب في تلوث الشعاب المرجانية ومياه البحر وأنواع الحياة الأخرى. تم تكليف جوليوس بإنقاذ القرش الصغير. يقدم أوكتو اختراعه الجديد الذي يمكن أن يجعل جوليوس يذهب إلى الشاطئ. جوليوس الذي جاء إلى الشاطئ هو الآن فريسة لأولئك الغواصين الذين يريدون أيضًا جعله أحد أطباقهم الخاصة.